# Simone Pavan
Simone Pavan (* 29. April 1974 in Latisana, UD) ist ein italienischer Fußballspieler. Der Innenverteidiger spielt zurzeit in der Serie C2 bei Calcio Portogruaro Summaga.

## Spielerkarriere
Atalanta Bergamo, bei dem Pavan bereits in der Jugend spielte, war sein erster Profiverein. Im Jahr 1995 wechselte er dann zur SSC Venedig, wo er bislang am längsten (7 Jahre) spielte. Anschließend wechselte Pavan 2002 zum FC Modena, von wo aus er 2004 zu Sampdoria Genua wechselte. 2006 wechselte er ablösefrei zur AS Livorno und unterschrieb dort einen Zweijahresvertrag. In der Rückrunde der Saison 2006/2007 stieg er bei Livorno zum Stammspieler auf. 2008 verließ er Livorno und wechselte in die Serie C2 zu Portogruaro und in der nächsten Saison zum SSD Calcio San Dona. 2010 beendet er seine Spielerlaufbahn.

## Trainerkarriere
Pavan übernahm seine erste Cheftrainerrolle beim FC Modena, wo er nach der Entlassung von Walter Novellino im März 2015 zunächst als Betreuer fungierte. Anschließend kehrte er in seine frühere Rolle als Jugendtrainer zurück und trainierte die U 17 von Sampdoria. Seine erste Vollzeitstelle als Cheftrainer erwies sich jedoch als erfolglos, und er wurde am 26. November 2016 aus den Führungsaufgaben entlassen. Mit einem neuen Vertrag als Cheftrainer bei Vis Pesaro bemühte er sich ab 2019 um besseren Erfolg. Als dieser ausblieb wurde er am 18. Februar 2020 von Vis Pesaro entlassen.

## Nationalmannschaft
Pavan verzeichnet drei Einsätze für die italienische U-21-Nationalmannschaft.